# Izmael Escrihuela Esteve
Ismael Escrihuela Esteve (ur. w 1902; zm. 9 września 1936) – hiszpański błogosławiony Kościoła katolickiego.

## Życiorys
Był znany ze swojej pobożności – przez ludzi był nazywany żołnierzem Chrystusa. Był rolnikiem; miał żonę i trzech synów. Po rozpoczęciu wojny domowej w Hiszpanii został zabity 9 września 1936 roku.
Został beatyfikowany w grupie Józef Aparicio Sanz i 232 towarzyszy przez papieża Jana Pawła II w dniu 11 marca 2001 roku.